# Pierre couverte (Beaupreau)
Der Dolmen Pierre couverte  von Beaupreau(auch L’Etang-Dolmen oder Dolmen de Charcé genannt) liegt in einem Feld, nordwestlich von Charcé-Saint-Ellier-sur-Aubance im Département Maine-et-Loire in Frankreich. In der Nähe steht der Menhir „Pierre levée de Beaupreau“. Dolmen ist in Frankreich der Oberbegriff für Megalithanlagen aller Art (siehe: Französische Nomenklatur). Gleichnamige Dolmen liegen bei Parigné-le-Pôlin im Département Sarthe und in Pontigné im Département Maine-et-Loire. 

## Beschreibung
Der Dolmen von Beaupréau ist ein großer angevinischer Dolmen mit einer rechteckigen Kammer von etwa 4,0 × 3,0 Metern. Der einzige in situ aufliegende Deckstein liegt auf den beiden großen Seitensteinen und dem Endstein auf. Der West-Ost orientierte Dolmen öffnet nach Osten und es gibt die üblichen Steinpaare des Eingangsportals, von denen der nördliche umgefallen ist. 
An der Westseite liegen die Reste einer kleineren (End)-Kammer, die durch den Endstein von der Hauptkammer getrennt und zusammengefallen ist. Die große Trennplatte trägt Schälchen und 40 Wetzrillen.
Der Dolmen ist seit 1889 als Monument historique klassifiziert.
Etwa 30 Meter westlich vom Dolmen steht der Pierre levée de Beaupreau, ein spitzer, etwa 3,0 m hoher Menhir.

Pierre couverte von Beaupreau
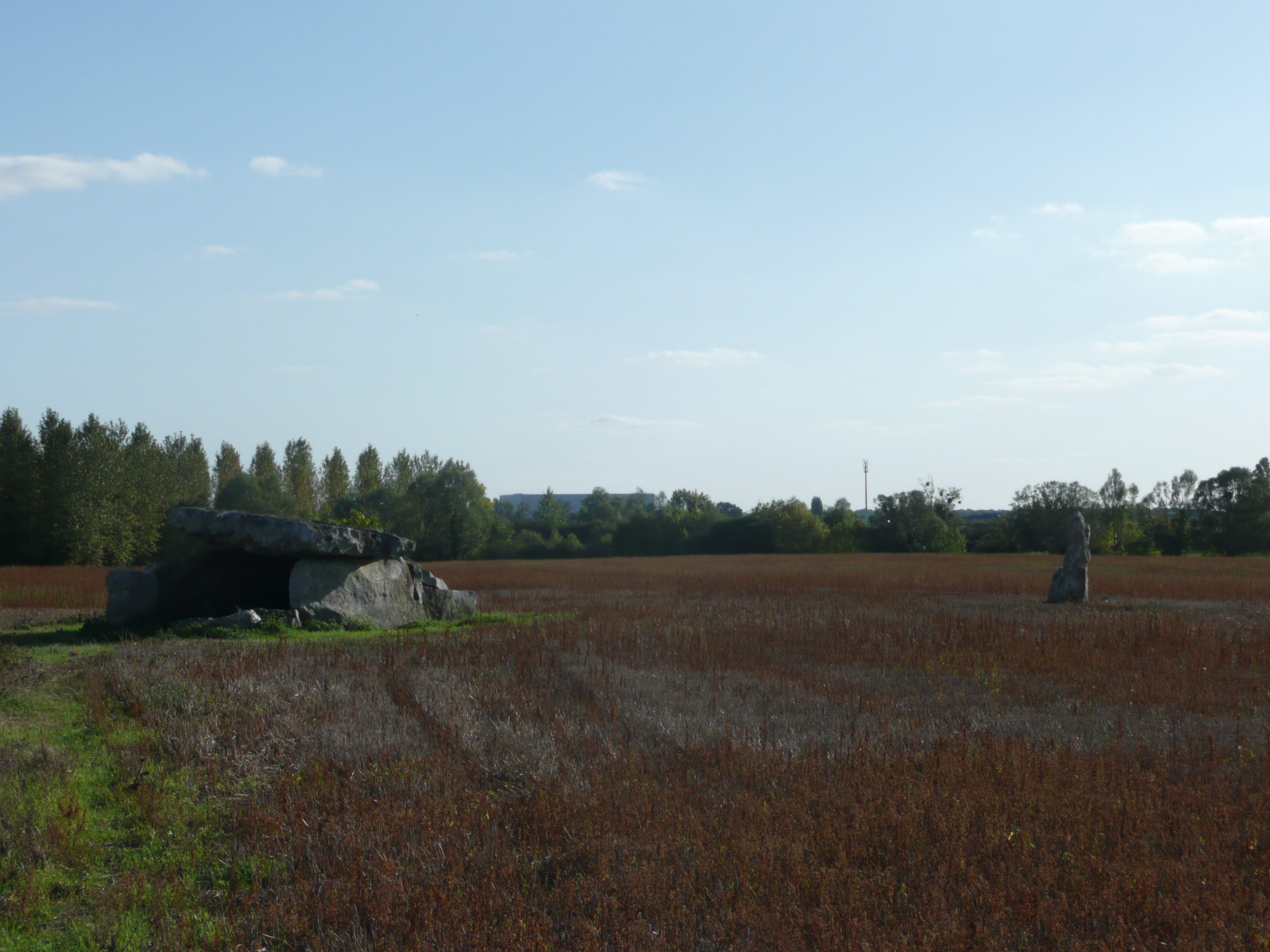
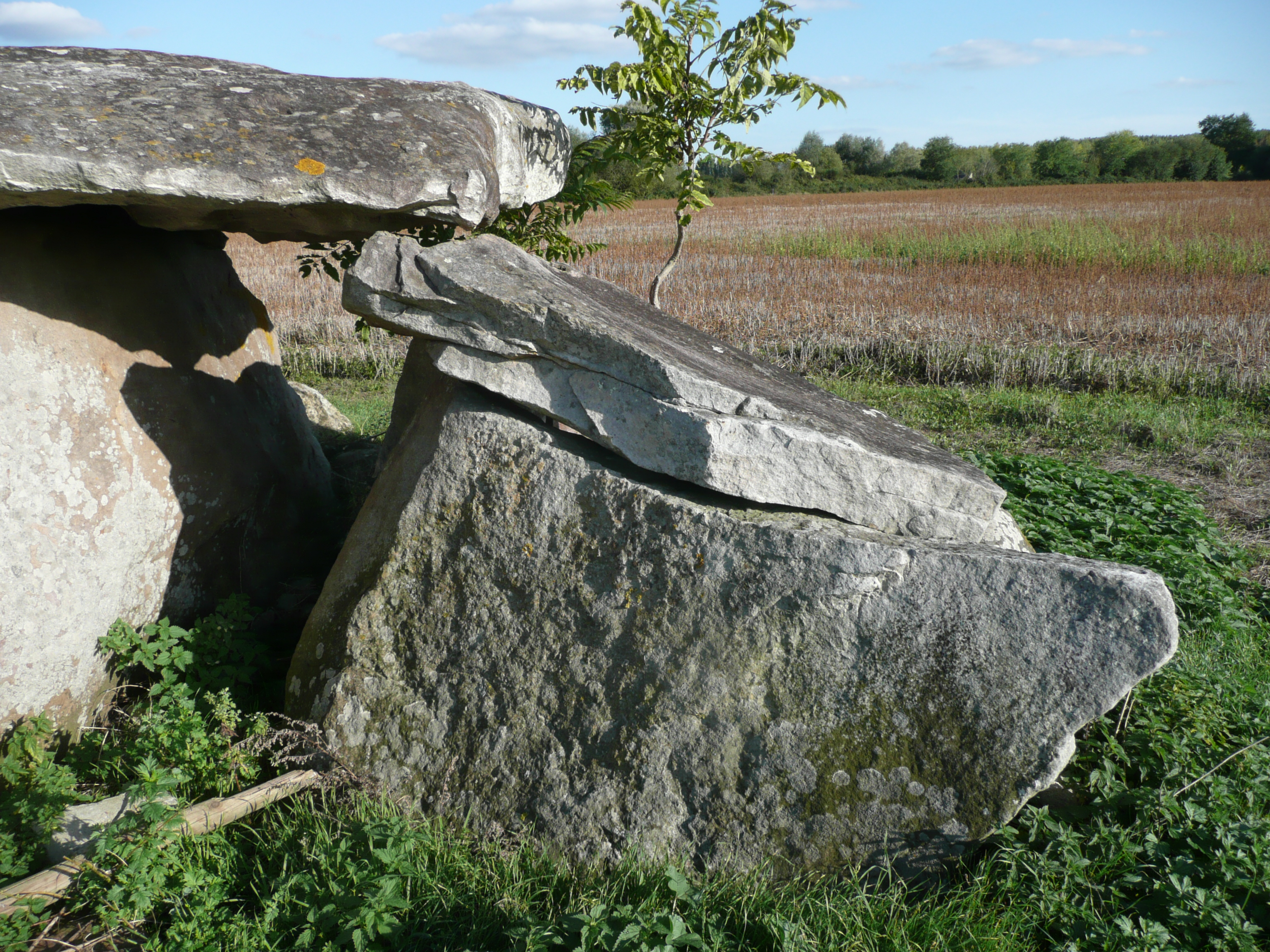
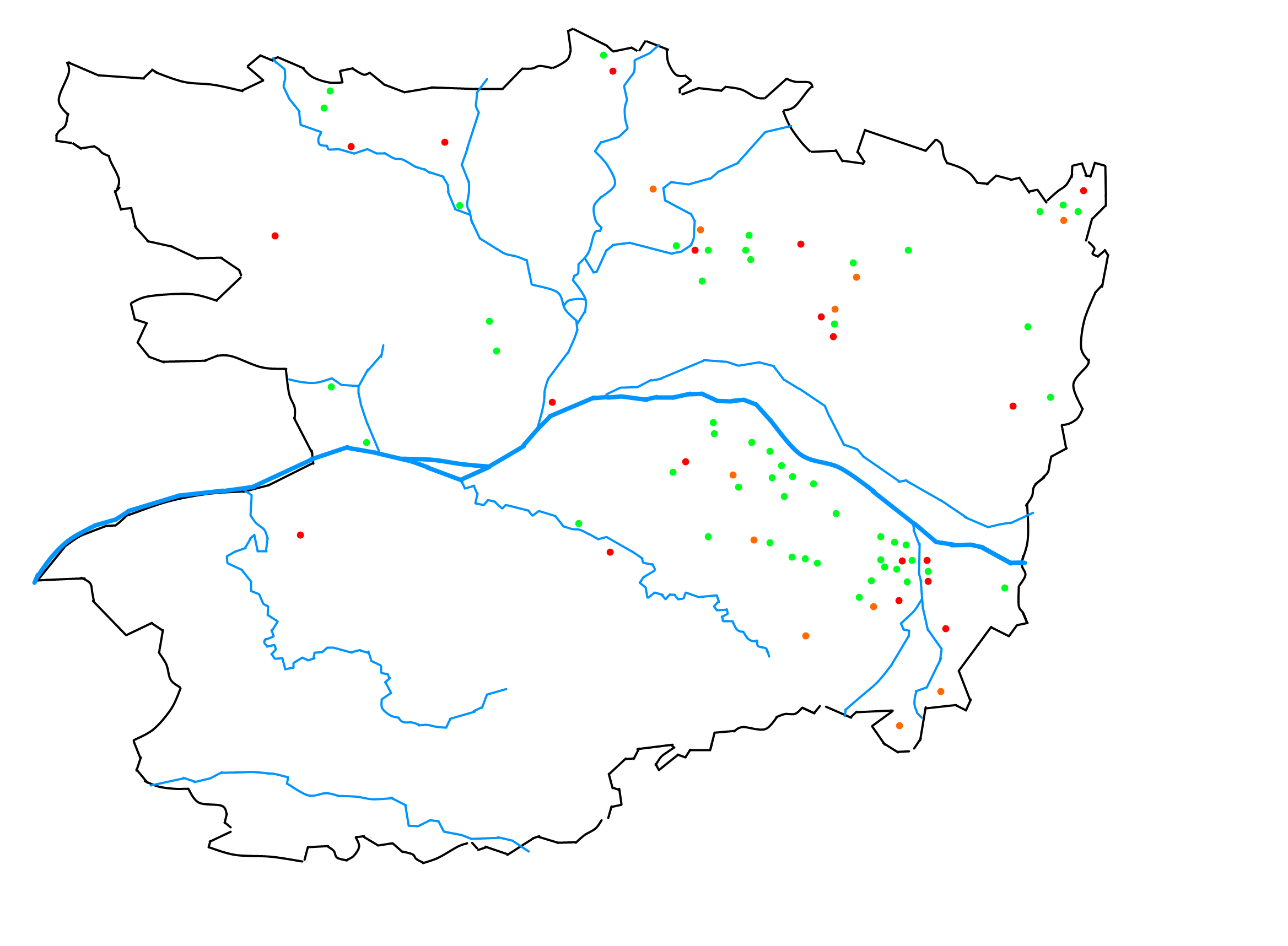
Verbreitungskarte von Dolmen in Maine-et-Loire – grün sind erhaltene Anlagen
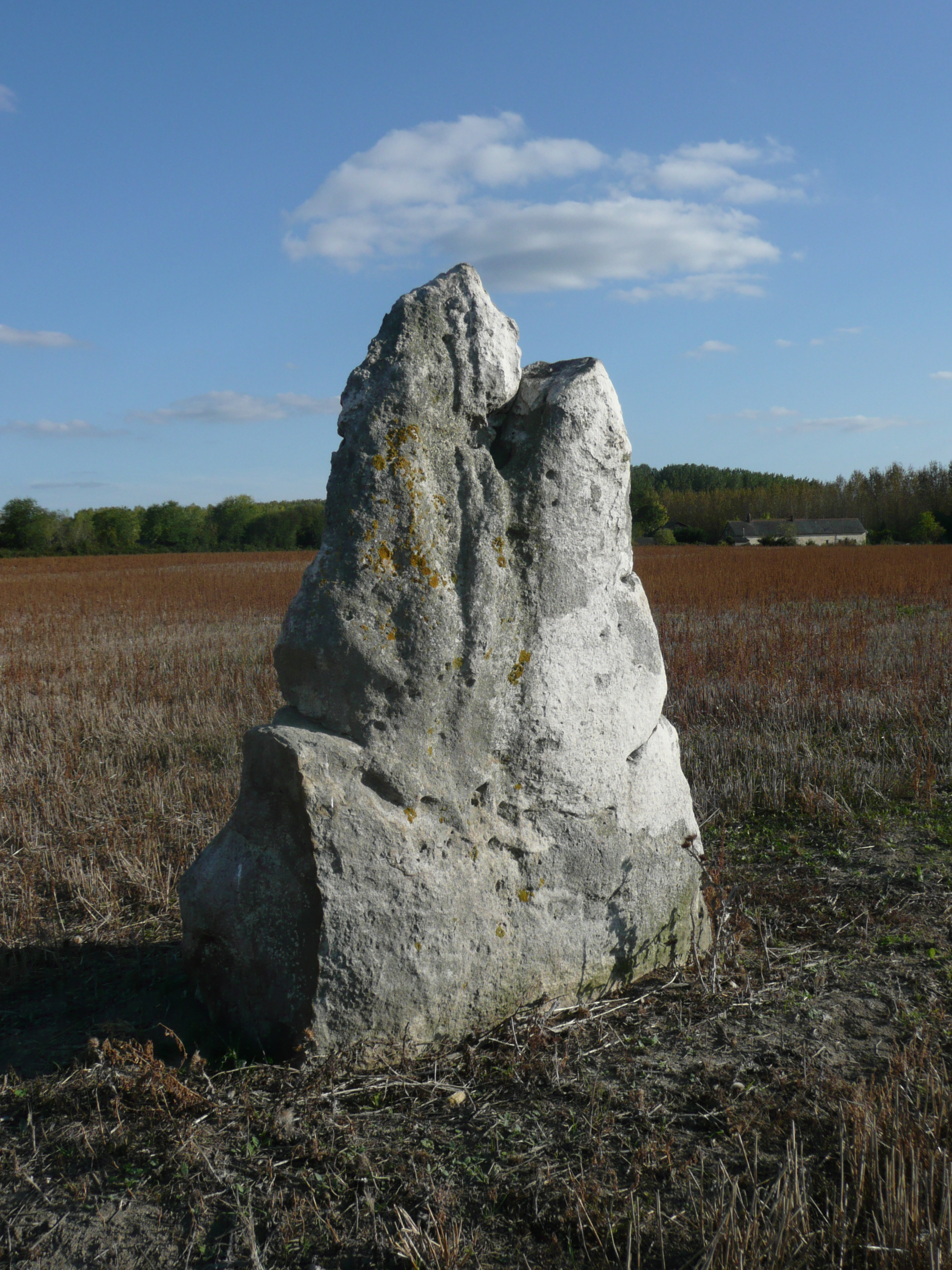